# Ципіс Наум Фроїмович
Наум Фроїмович Ципіс (народився 6 травня 1935, місто Козятин, Вінницька область — 2014, місто Бремен, Німеччина) — білоруський письменник.

## Життєпис
Народився в родині залізничника. Закінчив Курський педагогічний інститут у 1960 році. Викладав у професійно-технічному училищі (1961—1988), був працівником бюлетеня «За безпеку руху» (1988—1990). Член Спілки білоруських письменників (1994) та Білоруського ПЕН-центру; писав російською мовою.

## Праці
Автор книг «Вирок» (1976), «Десь є місто» (1979), «Старі дороги» (1984), «Балканська рама» (1988), «Небо Марка Галлая» (1999), «Іду і повертаюся» (2003), «Наближення» (2007).

## Публікації
- Ципіс Н. Політ на землю [Про творчість письменника-фантаста В. Шицика] // Молодь. Мінськ. 1989. № 9. С. 168—173.